# Rebecca Jones
Rebecca Jones Fuentes Berain (Città del Messico, 21 maggio 1957 – Città del Messico, 22 marzo 2023) è stata un'attrice messicana.

## Biografia
Rebecca Jones, messicana di ascendenze statunitensi, si laureò all'University of Southern California. Lavorò in televisione, a teatro e anche nel cinema. 
Viene ricordata per aver recitato svariate volte al fianco del connazionale Alejandro Camacho, suo marito dal 1986 al 2011, anno in cui la coppia divorziò. I due furono nel cast, tra l'altro, della fortunatissima telenovela La tana dei lupi, dove erano marito e moglie. 
Morì il 22 marzo 2023, dopo una lunga malattia. 

## Vita privata
Dal suo matrimonio nacque un figlio, Maximiliano.

## Filmografia parziale

### Televisione
- La tana dei lupi (Cuna de lobos) (1986)
- Pasión prohibida (2013)
- Que te perdone Dios (2015)